# فهلویات
فهلویات نامی است که بر دوبیتی‌های سروده‌شده به گویش‌های کهن نواحی فهلَو (پهلَو) اطلاق می‌شود. مفرد آن فهلویه معرب صورت فارسی پهلوی است. بنا بر روایت ابن مقفع نواحی فهله شامل پنج ناحیهٔ اصفهان،کردستان، ری، همدان، آذربایجان و ماه‌نهاوند یعنی سرزمین ماد را در بر می‌گرفته‌است. ابن خرداذبه پهلَو یا فهلَو را شامل ری، اصفهان، همدان، دینَوَر، نهاوند، مهرگان‌کذک، ماسَبَذان و قزوین دانسته‌است. کاربرد فهله برای سرزمین ماد به اواخر دوران اشکانی می‌رسد.
نمونه‌هایی از فهلویات که در متون فارسی آمده بیشتر به نواحی یاد شده منسوب است. بدین ترتیب فهلویات شامل اشعاری است که به گویش‌های غربی، مرکزی و شمالی ایران سروده شده‌است.
فهلوی عربی‌شده «پهلویک» است، که خود واژه‌ای در پارسی میانه برای اشاره به موضوع‌های گوناگونی چون خط، زبان، دوره و طبقه است. پس از حمله تازیان نویسندگانی که به تازی یا پارسی نو یا دری می‌نوشتند، برای اشاره به عناصر فرهنگ و حکمت و زبان ایران پیش از اسلام ناچار بودند، واژه‌هایی را به کار برند، که از سویی ریشه در واژه‌ها و نام‌های کهن داشته باشند و از دیگر سو با آن‌ها متفاوت باشند، تا بازنماینده تمایز دو دوره باشند. فهلوی یکی از همین نام‌های برساخته است.
ژیلبر لازار به استناد روایتی که کتاب الفهرست از سخن ابن مقفع داشته، می‌گوید که ایرانیان در اواخر دوره ساسانی ۵ زبان داشتند:
1. پهلوی که زبان سرزمین فهله‌است یعنی ماد قدیم یا جبال مسلمانان.
2. دری زبان پایتخت (تیسفون یا مدائن).
3. پارسی  زبان موبدان و علما.
4. زبان خوزی که در خوزستان رایج است.
5. سریانی که در سواد بدان تکلم می‌کردند.

## ریشه‌شناسی
واژه «فهلوی» ریشه در نام «پارت» یا پارث دارد؛ ساتراپی یا شهربانیی در شمال شاهانشاهی هخامنشی. گونه کهن‌تر نام این ساتراپی در بند چهارم از ستون چهارم سنگ‌نوشته داریوش در بیستون و به پارسی باستان «پارثَوَه» (parθawa) ثبت شده است. در گذر زمان و با دگردیسی واژه، «ر» با «ث» جابه‌جا شد، یعنی پارثَو شد پَثرَو. «ر» نیز به «ل» تبدیل شد. «ث» هم که در دوره‌ای در زبان‌های ایرانی به «ه» تبدیل شد. بدین ترتیب این واژه در روزگار ساسانی و در زبان پارسیگ «پَهلَو» تلفظ می‌شد و صفت نسبیِ از آن ساخته شده «پهلویک». در دوره اسلامی «پ» را در آغاز همین واژه به «ف» تبدیل کردند و «ک» را از پایان ش ستردند و واژه «فهلوی» در تازی ساخته شد که در پارسی نو بدان «پهلوی» می‌گویند.

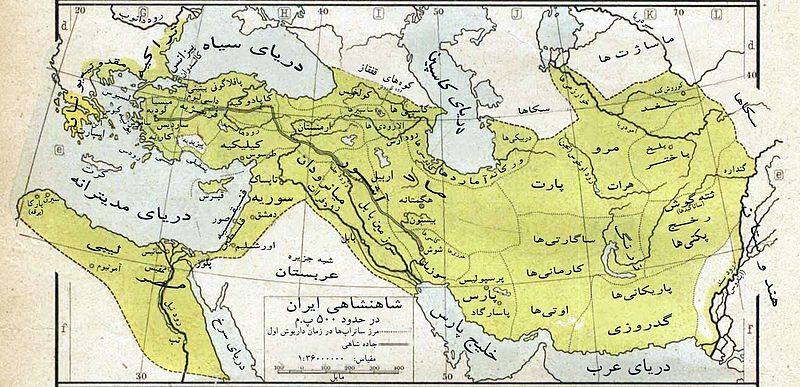
شهربی‌های شاهنشاهی هخامنشی، شهرب پارث در شرق دریای کاسپی پیدا است.

## پیشینه
پس از فروپاشی پادشاهی ساسانی و حمله تازیان به ایران‌شهر، اگرچه هم ایرانیان و هم جز ایشان سده‌ها بود، که ساسانیان را به پادشاهی ایران می‌شناختند و تاریخ پیش از ایشان اندک‌اندک می‌رفت که یک‌سر فراموشیده شود، اما فرمان‌روایی نزدیک به پانصدساله اشکانیان، به‌ویژه در جایی که آثار و یاد مادها و هخامنشیان کمابیش به اسطوره پیوسته بود، این امکان را فراهم کرده بود، که مولفه‌های بسیاری از زندگی و فرهنگ ایرانی به ایشان و قوم ایشان نسبت داده شود. این اثر در شاهنامه پیدا است و در حالی که فردوسی خستو است، که از اشکانیان جز نامی نشنیده است، واژه‌هایی چون پهلوی یا پهلوان در نامه نامور بسیار پربسامد است. از این رو پهلوی در پارسی دری و فهلوی در تازی، چه‌بسا رساتر از هر واژه‌ای، به «ایران پیش از ساسانیان» یا «ایران صرف نظر از پادشاهی ساسانی» اشاره می‌کرد.

## ویژگی
می‌توان بارزترین ویژگی‌های زبانی زبان پهلوی را اینگونه شمرد: استفاده از ساختار ارگتیو برای افعال متعدی ماضی، وجود دو شکل برای ضمیر اول شخص مفرد، یعنی "از" (شکل مستقیم، مقایسه کنید با پارتی "از") و "م/مو" (شکل غیرمستقیم، مقایسه کنید با پارتی/فارسی میانه "من")، استفاده از "جی-/چه-" قبل از مضاف‌الیه معکوس در ساختار اضافه (نگاه کنید به همانجا)، وجود صفات ملکی "جمن/چمن" به معنی "من"، "جتا/چتا/اشتا" به معنی "تو"، "جمان/چمان" به معنی "ما"، پیشوند "ها" (< فرا-) و تبدیل "فر-" و "خر-" به "هر-" (به عنوان مثال، هرسودن "فرسوده کردن"، خریدن "خریدن"). فهرست گزیده‌ای از کلماتی که شایسته ذکر هستند در زیر آمده است: اهنام "عشق"، اج/اژ/جا "از، ازِ"، آلاوه "شعله"، اسر "اشک"، آوا/وا "با"، از "من"، بر "در" (پارتی "بر")، بشن "قد"، بیش "درد، اندوه" (مقایسه کنید با فارسی میانه "بیش")، دیل/دل "قلب"، دیم "صورت" (فارسی میانه/پارتی "دیم")، گیهان "جهان"، گیان/گان/یان "روح"، هنی "دیگر" (فارسی میانه/پارتی "انی")، هرز- "رها کردن، گذاشتن" (پارتی "هیرز-")، کر- "انجام دادن" (پارتی "کر-")، کیج/کیژ "هر کسی، کسی" (پارتی "کیژ")، کدام "کدام" (صفت پرسشی پارتی/فارسی میانه "کدام")، لاو "تلاطم"، مانگ "ماه"، ناد/ناذ "محبوب"، او "به، در، در" (پارتی/فارسی میانه)، ریج- "ریختن"، روج/رو/رو "روز" (پارتی "روز")، سای "سایه"، تهره "تاریک" (مقایسه کنید با اوستایی "تَپورا-")، ود/وذ/وی "بد"، واتن، واژ- "گفتن، بیان کردن" (پارتی "واختن، واژ-")، وز- "حرکت کردن" (پارتی "وز-")، واژار "بازار" (پارتی "واژار")، ول "گل سرخ، محبوب"، وین- "دیدن" (فارسی میانه/پارتی "وین-")، خا "خاک، زمین، گرد و غبار"، خوا "خدا"، خواب "خواب"، خواز- "خواستن، آرزو کردن" (پارتی "وخاز-")، یا "مکان" (پارتی "ویاگ")، یان "روح" (مقایسه کنید با گیان/گان)، زان- "دانستن" (پارتی "زان-") و ژیونده "زنده" (پارتی "ژیوندگ").

## نمونه فهلویات
| نمونه‌های موجود فهلویات                    | نمونه‌های موجود فهلویات | نمونه‌های موجود فهلویات |
| ----------------------------------------- | ---------------------- | --- |
| اردبیل                                    | اردبیل                 | یازده رباعی منسوب به شیخ صفی‌الدین اردبیلی (درگذشته ۷۳۵/۱۳۳۴) توسط پیرزاده با عنوان "اشعار راجی تالشی" ثبت شده است؛ از چهار رباعی ثبت شده توسط ابن بزاز، دو رباعی به شیخ صفی‌الدین و دو رباعی به یاران او (با عنوان فهلوی) نسبت داده شده است. |
| همدان                                     | ۱                      | محبوب‌ترین رباعی‌های فهلوی منسوب به باباطاهر همدانی (قرن پنجم/یازدهم) هستند که به دلیل محبوبیتشان بیشتر فارسی‌سازی شده‌اند. با این حال، نمونه‌هایی در متون فارسی یا گلچین‌های اشعار (جنگ/سفینه) نقل شده‌اند که کم و بیش ویژگی‌های اصلی را حفظ کرده‌اند (به عنوان مثال، دو قطعه و هشت رباعی منسوب به او در گلچین اشعاری که در سال ۸۴۸/۱۴۴۴-۴۵ رونویسی شده و اکنون در کتابخانه موزه مولانا در قونیه، نسخه خطی ۲۵۴۶ نگهداری می‌شود). جنگ دیگری (رونویسی شده در قرن هشتم/چهاردهم) نیز با عنوان فهلویات (بدون نسبت دادن آنها به شاعر خاصی) شامل چهار قطعه و ده رباعی است که برخی از آنها با رباعی‌های حفظ شده در جنگ قونیه یکسان هستند. دو بیت متعلق به یکی از این قطعات نیز توسط عبدالقادر مراغی (درگذشته ۸۳۸/۱۴۳۴-۳۵) نقل شده است. بیت دیگری منسوب به باباطاهر نیز توسط صائن‌الدین ترکه (درگذشته ۸۳۵/۱۴۳۱-۳۲) نقل شده است. |
| همدان                                     | ۲                      | عین القضات همدانی (به دار آویخته شده ۵۲۵/۱۱۳۱) چند بیت ظاهراً به گویش خود نقل کرده است. |
| همدان                                     | ۳                      | یک متن ناشناس صوفی فارسی شامل سه رباعی و دو قطعه است که هر کدام شامل سه بیت هستند و همگی شبیه به رباعی‌های منسوب به باباطاهر هستند. به نظر می‌رسد که آنها متعلق به قرن پنجم-ششم/یازدهم-دوازدهم باشند، زیرا به گفته دانش‌پژوه (۱۹۵۸)، زبان متن شبیه به زبان عین القضات است. |
| همدان                                     | ۴                      | دو رباعی و یک بیت منفرد توسط محمد راوندی نقل شده است. |
| همدان                                     | ۵                      | بیتی از قاضی سجاس (شهری بین همدان و ابهر)، که توسط تاج‌الدین حلاوی به نقل از شمس سجاسی، شاعر و گردآورنده دیوان ظهیر فاریابی، نقل شده است. به گفته حلاوی، این بیت قبل از بیتی مشابه توسط ظهیر فاریابی (درگذشته ۵۹۸/۱۲۰۱-۰۲) سروده شده است که قاضی سجاس را در قرن ششم/دوازدهم یا قبل از آن شکوفا می‌کند. |
| همدان                                     | ۶                      | غزلی شش خطی از کافی‌الدین کرجی (درگذشته اوایل قرن هفتم/سیزدهم) توسط حمدالله مستوفی نقل شده است؛ یکی از خطوط نیز توسط عطاملک جوینی نقل شده است. ظاهراً شاعر اهل کرج ابودلف، شهری بین همدان و نهاوند، بوده است. |
| همدان                                     | ۷                      | برخی اشعار فهلوی توسط رشیدالدین فضل‌الله همدانی، وزیر مشهور ایلخانان مغول (درگذشته ۷۱۸/۱۳۱۸)، ظاهراً به گویش بومی او: یک نیم‌بیت به نام زبان فهلوی، یک رباعی با عنوان بیت فهلوی و نیم‌بیت دیگری با عنوان زبان پهلوی. |
| همدان                                     | ۸                      | قطعه‌ای متشکل از سه بیت که به عنوان پهلوی توصیف شده و ظاهراً به گویش همدان است (مستوفی) توسط عزالدین همدانی، شاعری معاصر حمدالله مستوفی (درگذشته بعد از ۷۴۰/۱۳۳۹-۴۰). |
| همدان                                     | ۹                      | یک رباعی با عنوان پهلوی در یک نسخه خطی بدون تاریخ از صحاح الفرس محمد نخجوانی. وجود نام کوه الوند ممکن است نشان دهد که این رباعی به گویش همدان سروده شده است. دو رباعی فهلوی دیگر با همان وزن و ردیف و محتوای نسبتاً مشابه در نسخه‌ای خطی که در سال ۹۸۰/۱۵۷۲-۷۳ در ترابزون رونویسی شده، حفظ شده‌اند (که دو رباعی آخر را متعلق به دیلمان می‌داند). تمام این رباعی‌ها به زبانی قدیمی شبیه به نمونه‌های اشعار فهلوی قرن یازدهم-دوازدهم همدان هستند. |
| همدان                                     | ۱۰                     | دو رباعی که توسط عبدالقادر مراغی ثبت شده و به گویش همدان (به زبان همدانی) مشخص شده‌اند. |
| اصفهان                                    | اصفهان                 | اوحدی مراغه‌ای (حدود ۶۷۳-۷۳۸/۱۲۷۴-۱۳۳۸، نگاه کنید به همانجا) سه غزل به گویش اصفهان دارد که تحت عنوان "به زبان اصفهانی" تنظیم شده‌اند. |
| کاشان                                     | کاشان                  | تقی‌الدین کاشی رباعی‌ای از عنایت کاشانی را در خلاصه الاشعار خود نقل می‌کند. با این حال، فهلوی نامیده نشده است. |
| کنارآب                                    | کنارآب                 | دو غزل از بدر شیروانی (۸۵۴-۷۸۹/۱۴۵۰-۱۳۸۷) تحت عنوان "زبان کنارآب" نقل شده‌اند، احتمالاً منطقه‌ای در شمال آذربایجان. |
| قزوین                                     | ۱                      | قدیمی‌ترین نمونه به گویش قزوین بیتی است که در زمان محاصره شهر توسط مسلمانان در قرن هفتم به مردم قزوین نسبت داده شده است. |
| قزوین                                     | ۲                      | پس از آن بیتی است که توسط نویسنده قرن دوازدهم، عبدالکریم رافعی، به نقل از اسفندویه (اسفندیار) جالیزبانی ثبت شده است. |
| قزوین                                     | ۳                      | بیتی از جمال‌الدین رستوق القطن (محله‌ای از شهر قزوین)، که معاصر ایلخان آباقا (حکومت ۶۸۰-۶۶۳/۱۲۸۲-۱۲۶۵) بود، در مستوفی نقل شده است. |
| قزوین                                     | ۴                      | رباعی‌ای از ابوالماجد (یا ابوالمجید) رایگان (روستایی نزدیک قزوین)، که او نیز معاصر آباقا بود، توسط مستوفی نقل شده است. |
| قزوین                                     | ۵                      | شاعر دیگری از همان دوره به نام امیر کا (یا کاکا) خیارج (روستایی در ناحیه رامند) گفته می‌شود که به گویش قزوین شعر می‌سروده است، اما هیچ یک از اشعار او باقی نمانده است. |
| قزوین                                     | ۶                      | دو بیت فهلوی منفرد به گویش قزوین در نزهت القلوب نقل شده‌اند. |
| قزوین                                     | ۷                      | یک بیت فهلوی منفرد از عبید زاکانی (درگذشته ۷۷۱/۱۳۶۸-۶۹) در آثار منتشر شده او وجود دارد. علاوه بر این، هفت رباعی تحت عنوان "در بهلویات" (درباره پهلوی‌ها) در برخی نسخه‌های خطی قدیمی دیوان او حفظ شده است. |
| قزوین                                     | ۸                      | عبدالقادر مراغی رباعی‌ای را تحت عنوان کلی فهلویات و یک بیت منفرد را با عنوان "زبان قزوینیان" (زبان قزوینه) ذکر می‌کند. |
| قزوین                                     | ۹                      | یک خط منفرد از شاعری ناشناس قزوینی که توسط نویسنده قرن چهاردهم، تاج‌الدین حلاوی، نقل شده است. از حافظ صابونی، شاعر قزوینی قرن شانزدهم، چند بیت حفظ شده است. |
| قزوین                                     | ۱۰                     | رباعی‌ای از شاعر قزوینی دیگری از قرن شانزدهم، که توسط صادقی کتابدار نقل شده است. |
| ری                                        | ۱                      | قدیمی‌ترین نمونه‌های فهلوی از ری به بندار (یا پندار) رازی نسبت داده می‌شوند، که در قرن دهم و سال‌های اولیه قرن یازدهم شکوفا شد: یک خط منفرد، سه خط منفرد و یک رباعی؛ قطعه‌ای متشکل از سه بیت، یک رباعی و سه بیت از شعر او به نام چاموش‌نامه (مستوفی)، قصیده‌ای؛ سه بیت از غزلی، دو رباعی و قطعه‌ای متشکل از دو بیت؛ قطعه‌ای چهار بیتی که توسط عبدالقادر مراغی نقل شده است؛ نیم‌بیتی که توسط تاج‌الدین حلاوی ثبت شده است. |
| ری                                        | ۲                      | رباعی‌ای منسوب به آدم که توسط نجم‌الدین دایه رازی (درگذشته ۶۵۴/۱۲۵۶) نقل شده است، به نظر می‌رسد متعلق به گویش ری باشد. با این حال، همین رباعی در گلچین اشعاری که در سال ۱۱۲۵/۱۷۱۳ رونویسی شده است، یافت می‌شود، جایی که به مهان کشفی نمین (در اردبیل) نسبت داده شده است، که در قرن هشتم/چهاردهم زندگی می‌کرد. همچنین در گلچین اشعار دیگری که در طالش یافت شده است، ثبت شده است. |
| ری                                        | ۳                      | بیتی با عنوان رازی توسط عبید زاکانی نقل شده است، اما در برخی نسخه‌های خطی به مردم همدان نسبت داده شده است. |
| ری                                        | ۴                      | اشعار ملا سحری تهرانی، که در قرن هفدهم زندگی می‌کرد، متعلق به منطقه ری است. |
| تبریز                                     | ۱                      | چهار رباعی با عنوان فهلویات توسط عبدالقادر مراغی به خواجه محمد کجانی (درگذشته ۶۷۷/۱۲۷۸-۷۹؛ کجان یا کرجان روستایی نزدیک تبریز است) نسبت داده شده‌اند . غزلی ملمع منسوب به همام تبریزی (درگذشته ۷۱۴/۱۳۱۴-۱۵) ظاهراً به گویش تبریز است. همین غزل با برخی قرائت‌های جزئی متفاوت تحت نام همام در دیوان عبید زاکانی نیز نقل شده است. همام همچنین بیتی ملمع در غزلی فارسی دارد که در آن نیم‌بیتی را احتمالاً از شاعر دیگری یا از سنت شفاهی عامیانه نقل کرده است. این بیت توسط عبید نیز نقل شده است. |
| تبریز                                     | ۲                      | غزل و چهارده رباعی تحت عنوان فهلویات از مغربی (درگذشته ۸۰۹/۱۴۰۶-۷). |
| تبریز                                     | ۳                      | دو بیت فهلوی منفرد از شرف‌الدین رامی تبریزی، شاعر قرن چهاردهم. |
| تبریز                                     | ۴                      | رباعی‌ای از ماما عصمت (قرن نهم/پانزدهم) با عنوان راژی (یا شهری بر اساس کاربرد عامیان) توسط ابن کربلایی نقل شده است. |
| تبریز                                     | ۵                      | دو قطعه که توسط عبدالقادر مراغی به گویش تبریز نقل شده است (درگذشته ۸۳۸/۱۴۳۴-۳۵)، که ویراستار به جای تبریزی ترمذی می‌خواند. |
| تالش                                      | ۱                      | مجموعه‌ای از رباعی‌ها به سید شرف‌الدین معروف به شرفشاه دولا یا دولاب (یعنی طالش) نسبت داده شده است که احتمالاً در قرن سیزدهم زندگی می‌کرد. |
| تالش                                      | ۲                      | اشعار گویشی قاسم انوار (درگذشته ۸۳۷/۱۴۳۳-۳۴) ممکن است متعلق به ژانر فهلوی باشد. |
| زنجان                                     | ۱                      | قطعه‌ای متشکل از نه بیت از شاعری به نام اوتایچ (متغیر اویانح و غیره)، احتمالاً در گویش خود، در قرن سیزدهم (مستوفی، که نام را اینانج می‌خواند). |
| زنجان                                     | ۲                      | چهار بیت با عنوان پهلوی از جولاها ابهری، که در قرن سیزدهم زندگی می‌کرد. |
| به منطقه یا تاریخ خاصی نسبت داده نشده‌اند. | ۱                      | رباعی‌ای که توسط نصیرالدین طوسی نقل شده است (۵۹۷-۶۷۲/۱۲۰۱-۷۴). |
| به منطقه یا تاریخ خاصی نسبت داده نشده‌اند. | ۲                      | سه رباعی که در حاشیه نسخه خطی منتخب رونق المجالس نوشته شده است؛ ممکن است متعلق به قرن سیزدهم باشند. |
| به منطقه یا تاریخ خاصی نسبت داده نشده‌اند. | ۳                      | بیتی با عنوان پهلوی که توسط مستوفی نقل شده است. |
| به منطقه یا تاریخ خاصی نسبت داده نشده‌اند. | ۴                      | بیتی در نسخه خطی لغت فرس اسدی. |
| به منطقه یا تاریخ خاصی نسبت داده نشده‌اند. | ۵                      | دو رباعی که به عنوان فهلویات مشخص شده‌اند، توسط بوشاق اطعمه نقل شده‌اند (درگذشته ۸۲۷/۱۴۲۳ یا ۸۳۰/۱۴۲۷). |

## کاربرد
پهلویک خود در پارسی میانه معناهای گوناگونی داشت. گذشته از اشاره به دودمان اشکانی و پارتیان، معنایی از اشرافیت را هم منتقل می‌کرد. فهلوی افزون بر این که این معناها را به ارث برد، معناها و کاربردهای دیگری هم بر آن بار شد. گاه این دست نامیدن‌ها را، حتی اگر نتوان گفت که بی‌زمینه بوده‌اند، نمی‌توان هم چندان اصیل و پرسون دانست. به ویژه که تاریخ اشکانیان و پارتیان دست‌کم در روزگار فردوسی فراموشیده شده بود:
| کنون ای سراینده فرتوت مرد    |  | سوی گاه اشکانیان بازگرد       |
| پس از روزگار سکندر جهان      |  | چه گوید؟ که را بود تخت مهان؟  |
| بر این گونه بگذشت سالی دویست |  | تو گفتی که اندر زمین شاه نیست |
| کز ایشان جز از نام نشنیده‌ام  |  | نه در نامه خسروان دیده‌ام      |

نویسندگان خراسان و فرارود گاه برای اشاره به زبان مردمان غرب ایران، که به زبانی ایرانی اما جز پارسی رایج در خراسان سخن می‌گفتند، همین نام را به کار می‌بردند. از همین رو است، که به سروده‌های سرایندگانی از همدان و سپاهان گرفته تا آذربایجان و اران فهلویات می‌گفتند: نمونه را فهلویات بابا طاهر همدانی و فهلویات صفی‌الدین اردبیلی. اما چه‌بسا این که زبان مردم این سرزمین را فهلوی یا پهلوی می‌گفتند، نام پهله باشد، که گاه به سرزمین‌های غرب ایران اطلاق می‌شد.
قال عبدالله بن مقفع لغات الفارسیة الفهلویة و الدریة و الفارسیة و الخوزیة و السریانیة فاما الفهلویه فمنسوب الی فهله اسم یقع علی خمسة البلدان و هی اصفهان و الری و همدان و ماه‌نهاوند و اذربیجان …— الفهرست، صفحه ۱۹
پیش از این‌ها ابن ندیم در الفهرست به نقل از ابن مقفع درباره زبان مردمان ری و اصفهان و همدان و ماه نهاوند و آذربایجان می‌گوید: «فاما الفهلویه فمنسوب الی فهله سم یقع علی خمسة البلدان و هی اصفهان و الری و همدان و ماه‌نهاوند و اذربیجان …» در سده هشتم هم حمدالله مستوفی زبان مردمان زنجان را پهلوی راست می‌داند. از مراغه و شهرهایی از آذربایجان هم نام می‌برد و می‌گوید، زبان مردمان شان پهلوی مغیر یا معرب است.
کاربرد دیگر در میان اهل فلسفه است. شهاب‌الدین سهروردی در سده ششم پس از هجرت خود را زنده کننده حکمت ایرانیان باستان می‌داند و با فهلویون از ایشان یاد می‌کند. پس از او این نام بیش‌تر از پیش رایج شد. هادی سبزواری در منظومه و محمدحسین طباطبایی در نهایةالحکمة همین نام برای اشاره به این بخش از تاریخ فلسفه به کار برده‌اند، حال آن که بعید می‌نماید، که حکیمان ایران باستان خود را چنین نامیده باشند.
امروزه در کنار «فهلوی» واژه «پهلوی» هم با کاربردهای تازه و بسامدی کمابیش برابر به کار می‌رود. از دودمان پهلوی که بگذریم. در تداول عامه به زبان پارسی میانه هم پهلوی می‌گویند، که این نامیدن به سبب ناپرسونی ش، اهل فن را چندان خوش نمی‌آید. همچنین خط یا الفبای پیش از اسلام هم خط پهلوی خوانده می‌شود، حال آن که گویا در آن روزگار هام دبیره می‌خواندند ش.
چنان‌که گفته شد، این نامگذاری‌ها گاه چندان اصیل یا پذیرفته همگان نبوده است. نمونه را، پیدا نیست از کجا و کی نام قوم پارت یا همان پهلو را بر سرزمین ماد یا جبال گذاشتند، تا زبان مردمان ش را پهلوی بنامند. گواه دیگری که این ادعا را استوارتر می‌کند، این است، همان چیزی که جایی فهلوی نامیده می‌شد، گاه به نام دیگری هم خوانده می‌شد. نمونه را، هرچند بسیاری زبان مردم آذربایجان را پهلوی نوشته‌اند، کسانی چون ابن حوقل و اصطخری زبان این سامان را، در برابر دری خراسان، پارسی نامیده‌اند. نیز آنچه با «حکمت فهلوی» از آن یاد می‌شود، به حکمت خسروانی نیز آوازه دارد.

## نمونه‌های فهلویات
مینورسکی اعتقاد دارد که پهلوی نام گونهٔ زبانی منطقهٔ پهله بوده است که بعدها به گونه‌های غربی ایران اطلاق شده است. نظر عباس اقبال در این زمینه متفاوت است. به نوشته او، در دوره‌ای که خط و کتب پهلوی و همراه با آن‌ها اشعار و سرودهای هجایی قدیم ایرانیان از میان می‌رفت و نظم جدیدی روی کار می‌آمد، یعنی در قرن اول و دوم هجری، در میان عامه یا ولایاتی که هنوز شعر دری در آن چندان نفوذی نداشت، به همان وضع قدیم اشعار و سرودهایی ترکیب می‌کردند و می‌خواندند که هنگام خواندن به نظر موزون و آهنگین می‌آمد ولی چون آن‌ها را بر روی کاغذ می‌نوشتند، آشنایان به عروض عرب آن‌ها را در ردیف کلام منثور می‌گرفتند؛ و به همین علت هم آن نوع اشعار را پهلویات می‌گفتند؛ یعنی اشعار ولایتی در مقابل سخن دری که زبان شهرها و دربار و علو و ادب بود و پهلویات در ولایات دریای خزر و آذربایجان و قسمت غربی ایران از ری به طرف مغرب بسیار معمول بوده و شعرای معتبری مثل بندار رازی و بابا طاهر عریان همدانی و کافی ظفر همدانی به آن الحان اشعاری سروده‌اند.
نمونه از پهلویات بندار رازی:
| در ایلخی شاه، اسب کروک دبو  |  | در قافله نیز اشتر لوک دبو    |
| این اشتر لوک و اسب کروک منم |  | این در به امید می‌زنم بوک دبو |

به پارسی امروزی: در رمه شاه اسب (بارکش) بود/در قافله نیز شتر مست (بارکش) بود/این اشتر مست و اسب تندرو منم/این در به امید می‌زنم در آن جغد بود
ترجمه کلمات: بوک (جغد)، دَبو (بود). اما واژه ایلخی در شعر بندار می‌رساند که شعر دستخوش تحول قرار گرفته و به‌وسیله نسخه نویسان دستکاری شده‌است، چرا که در آن هنگام واژه‌های ترکی هنوز داخل زبان فارسی نشده بود.
پهلویات بابا طاهر عریان (قرن پنجم هجری) به گویش همدانی:
| بشم بالوند دامان مو نشانم |  | دَمَن اژ هر دو گیتی‌ هاوشانم  |
| نشانم توله و مویم به زاری |  | بی که بِلبِل هنی وا وُل نشانم |

به پارسی امروزی: بروم به دامنه الوند درخت مو بکارم/دامن از هر دو گیتی برکشم/نهال بنشانم و گریم به زاری/باشد که باز بلبل را کنار گل بنشانم
معنی برخی واژگان در شعر چنین است: بشم (بروم) – نشانم (بکارم) – اژ (از) – هاوشانم (برکشم/برچینم) – توله (نهال) – بی (باشد) – بِلبِل (بُلبُل) – هنی (باز) – ول (گُل).
نمونه‌ای از پهلویات پیر شرفشاه دولایی (عارف قرن هشتم) به زبان گیلکی:
| بگو برُخ مانگ، بتن یاسمین بووا    |  | عمر اینه دوراه من یاسمین بووا |
| نیارم دنیره ستن خراسم چشم به بوا |  | دیم و لامانه و چشم میشن کووا  |

به پارسی امروزی: بگو که رخسارش ماه و تنش یاسمین است/عمر چنین است که بگذرد، عمر من باشد با آن سیم اندام/جرات نگریستن ندارم، می‌ترسم که نظر رسد/صورتش مانند گل است و چشمش مانند دسته‌ای از بنفشه
نمونه از پهلویات شیخ صفی الدین اردبیلی به زبان آذری:
| به من جانی بده اِذ جانور بوم |  | به من نطقی بده اِذ اَخبر بوم     |
| به من گوشی بده اِذ اشنوا بوم |  | هر آنکه وانگه بود، اِذ اَخبر بوم |

به پارسی امروزی: به من جانی بده، تا جاندار شوم/به من بیانی بده تا آگاه شوم/به من گوشی بده تا شنوا شوم/هر بانگی که برخیزد، باخبر شوم
ترجمه لغات: بوم (شوم)، بو (بود) و کلماتی چون: وانگ (بانگ).
نمونه‌ای از اشعار ملاسحری طهرانی از شعرای دورهٔ صفویان (قرن یازدهم هجری) که به گویش مردم تهران سروده شده‌است:
| گل دیمُم که بملا نمشو      |  | سوته جانم بتماشا نمشو    |
| مده پیغام که اینها قصس    |  | تا ترا نینه دلم وا نمشو  |
| زُفل را واکو، اگه دل می‌بری |  | مُفر تا شو نوینه، جا نمشو |

به پارسی امروزی: گل رخسارم تا آشکار نشود/جان سوخته‌ام به تماشا نمی‌رود/پیغامم نده که اینها قصه‌اند/تا ترا دلم نبیند باز نمی‌شود/گیسو بگشای اگر دل می‌بری/مرغ تا شب نشود به لانه نمی‌رود 
ترجمه برخی واژگان: دیم (چهره – رخسار) – سوته (سوخته) – نینه (نبیند) – جا (داخل) – نه مشو (نشود).